# 村田機械
村田機械株式会社（むらたきかい、Murata Machinery, Ltd.）は、京都府京都市伏見区に本社を置く機械メーカーである。
同じ京都府を本拠地とする企業の村田製作所（本社：長岡京市）とは資本・人材を含めて関連性はない。
現在の主力は自動倉庫や無人搬送システムを中核としたFAシステムやロジスティクスシステム、半導体工場向けのクリーンルーム対応FAシステムなど。他に祖業である繊維機械、工作機械、シートメタル加工機などの産業機械に加え、デジタル複合機や通信セキュリティ機器等の情報機器のなどの幅広い業種で存在感を示している。
ブランド名として「Muratec」（ムラテック）の名称を使用している。

## 沿革
1935年、西陣ジャガード機製作所として発足し、主に繊維機械を中心に展開。1961年に工作機械、1962年に物流機器分野に進出。1962年に現在の社名に変更された。
1970年代から繊維機械と並ぶ同社の主軸商品・ファクシミリの製造事業にも取り組み、1973年に発売された「dex180」は、日本電信電話公社（後のNTT）からファクシミリ認可商品の第1号を取得した。現在はデジタル複合機で一定のシェアを確保している。1990年頃にはファクシミリ事業に続く情報通信事業として米国向け携帯電話市場にも参入した。近年では半導体工場向けのクリーンルーム対応の自動搬送システム分野の伸びが著しい。
1979年に繊維機械において、空気の力を利用し、結び目なしに糸をつなぐ「マッハスプライサー」を開発。この装置を装備した同社の自動ワインダーが世界中の紡績工場に導入されるようになる。現在に至るまで、この自動ワインダーは同社の主力製品となっている。なお、化合繊機械については、2002年に東レエンジニアリング、帝人製機と共同出資でTMTマシナリーを設立し、事業を移管している。
2009年8月に全額出資のムラテックオートメーションを設立。半導体工場工場向けのクリーン環境用搬送装置分野を分社化し、同時に2009年4月に会社更生法適用を申請し経営再建中であったアシストテクノロジーズジャパンより全事業の事業譲渡を受け事業統合した。その後2012年4月に同社を統合、クリーンFA事業部とした。
2011年12月にサイレックステクノロジー社を完全子会社化。デジタル複合機や通信部門でのシナジーだけでなく、工作機械など産業機械分野への無線通信技術の応用が期待されている。
2014年10月にフィンランドのマテリアル・ハンドリング（マテハン）・システム・メーカーのシムコープ（Cimcorp Oy／本社：Ulvila, Finland）の全発行株式を取得した。同社は、ガントリーロボット搬送システム「MBR（Modular Built Robot）」を主力製品として、世界40ヶ国に豊富な実績を誇るマテハン・メーカーで、特にタイヤ業界におけるタイヤ製造工程内保管・搬送システムでは世界トップの納入実績を誇っており、マテリアル・ハンドリングの分野でのシナジー効果が期待されている。
2018年10月に専用工作機械メーカーのホリベマシナリー株式会社（本社：名古屋市）の全発行株式を取得した。これにより自動車部品製造工程向けをはじめとした、工作機械自動化ラインにおける加工対象ワークの拡大などを進めた。なお、同社は2023年4月1日に村田機械に経営統合されている。

## 経営
現在の主要事業はマテハン事業部門。特に近年は半導体工場向けのクリーンルーム対応の搬送システムが伸びているほか、国内においては慢性的な人手不足を背景に、メーカーや流通業界向けの自動倉庫やAGVなどの搬送装置を組み合わせた、物流・ロジスティクスシステムなどの自動化・省力化システムを主要製品としている。東北地方太平洋沖地震以降は、免震・制振自動倉庫のシェアを拡大している。また、祖業である繊維機械部門も自動ワインダーや独自開発の紡績方式を搭載したヴォルテックス精紡機の分野で世界のトップブランドとして高いシェアを有する。中国、インド、パキスタン、トルコなどの積極的な投資に支えられ、業績を伸ばしている。
工作機械部門は、NC旋盤などのターニング部門と、タレットパンチプレスなどを扱うシートメタル加工機部門からなる。NC旋盤と周辺機器を組み合わせ、自動化を進めた生産ラインは、企画段階から参画し最適な機器構成を提案し、自動車部品業界に多い旋削加工ワークの中大量生産分野では大きなシェアを持つとされる。シートメタル加工機部門では、ファイバレーザ複合機による工程集約提案が浸透しつつある。
情報機器部門ではデジタル複合機が主力。近年はUTMとネットワークストレージを一体化した、スモールオフィス向けのネットワークセキュリティ製品のラインナップを拡大している。また旧ムラテック情報システムから生産管理システムを引き継ぎ、ファクトリーオートメーションの分野にも事業を拡大しようとしている。
このほか、炭素繊維やガラス繊維を組みひもの技術を応用し成形した新素材分野をはじめユニークな事業を展開している。
前述のとおり、同じく京都府を本拠地とする村田製作所とは資本・人材を含めて関連は一切ない。なお2004年に村田製作所の本社がJR長岡京駅（長岡京市）前に移転したが、それ以前より通りを挟んだ東隣に村田機械総合グラウンドや同社独身寮が存在している。
また、家庭用ファクシミリのテレビCMでは1980年代に演歌歌手の村田英雄を起用し「俺がムラタだ」のキャッチコピーを用いた広告や、1990年からは騎手の武豊を起用したCMを展開していた。

## 拠点
- 本社・京都R&Dセンター - 京都府京都市伏見区竹田向代町136
- 犬山事業所・犬山R&Dセンター - 愛知県犬山市橋爪中島2
- 吉祥院事業所 - 京都府京都市南区吉祥院南落合町3
- 伊勢事業所 - 三重県伊勢市下野町600-10（下野工場団地内）
- 加賀工場 - 石川県加賀市南郷町ソ-1-1
- 竜王工場（ムラテックメカトロニクス株式会社）- 滋賀県蒲生郡竜王町弓削37
- 大分工場（ムラテックメカトロニクス株式会社）- 大分県豊後高田市美和110-1

## 関係会社
サイレックス・テクノロジー株式会社
プリントサーバ、デバイスサーバ、ワイヤレスモジュール、ディスプレイネットワーキング製品などのネットワーク関連製品の製造販売
京都府精華町光台二丁目3番地1
ムラテックフロンティア株式会社（旧・ムラテック販売株式会社）
ファクシミリ・デジタル複合機の販売およびアフターサービス　
2020年4月に旧・ムラテック情報システム株式会社の製品（生産管理システムの販売）を統合。2023年4月にムラテック販売株式会社から社名変更
京都市伏見区竹田向代町136
TMTマシナリー株式会社
合繊機械の開発および製造販売
大阪市中央区北浜2-6-26　大阪グリーンビル6F
ムラテックCCS株式会社
ロジスティクス/FAシステム、クリーン搬送システム、工作機械の据付、アフターサービス、技術指導、コンサルティング
愛知県犬山市橋爪中島2
村田パーツ販売株式会社
繊維機械の部品販売
京都市伏見区竹田向代町136
ムラテックメカトロニクス株式会社
村田機械製品（デジタル複合機、クリーンFAシステム用搬送台車等）の製造、磁気誘導式センサシステムの製造・販売
滋賀県蒲生郡竜王町弓削37
村田ツール株式会社
プレス金型、板金加工周辺機器の製造販売
岐阜県美濃加茂市加茂野町市橋881-1
ムラタシステム株式会社
ロジスティクス・FAシステムのソフトウェア開発
京都市南区吉祥院南落合町3
ムラタエンジニアリング株式会社
機械・電気電子機器の設計
京都市南区吉祥院南落合町3
株式会社テクノアドバンス
各種ソフトウエアの開発
京都市伏見区竹田向代町136
ムラテックKDS株式会社
長さ計、カッターナイフ・一般ツール、電子計測機器の製造販売
計測機器関連商品販売・測量機器修理点検業務
車載用整理棚、環境洗剤シンプルグリーンの輸入販売
京都市南区東九条松田町39
KDSブランドで知られる京都市の巻き尺メーカー、株式会社ケイディエス（旧・京都度器）と建築用釘を主要製品とする村田産業とを2007年に事業統合し、ムラテックKDSとした。2009年7月、旧・村田産業の事業を株式会社カナイのグループ会社であるKN村田産業株式会社に事業譲渡。
株式会社日本シューター
空気搬送機器・搬送機の製造・販売・サービスおよび医療機関向け各種サービス
東京都千代田区神田駿河台2-9
村田興産株式会社
不動産に関する業務全般および建物の建築・リフォーム
京都市南区東九条室町63-1
二明精機株式会社
機械部品の鋳造・加工
岐阜県土岐市泉町久尻1431-55

## その他
- 皇后盃全国都道府県対抗女子駅伝競走大会（全国女子駅伝）- 1989年から毎年1月に京都で開催されている同大会の協賛を続けている。
- 京都コンサートホール - 小ホールの建設資金を提供し、小ホールにアンサンブルホールムラタと社名が冠されている。